# بولس فالي
بولس فالي (بالإنجليزية: Pauls Valley, Oklahoma)‏ هي مدينة تقع بولاية أوكلاهوما في الولايات المتحدة. تبلغ مساحة هذه المدينة 21.9 (كم²)، وترتفع عن سطح البحر 266 م، بلغ عدد سكانها 6187 نسمة في عام 2010 حسب إحصاء مكتب تعداد الولايات المتحدة.

## التركيبة السكانية
حدّد مكتب تعداد الولايات المتحدة بيانات التركيبة السكانية لبولس فالي في تعداد الولايات المتحدة. في ما يلي، التركيبة السكانية حسب تعدادي 2000 و2010.

### تعداد عام 2000
بلغ عدد سكان بولس فالي 6,256 نسمة بحسب تعداد عام 2000، وبلغ عدد الأسر 2,475 أسرة وعدد العائلات 1,592 عائلة مقيمة في المدينة. في حين سجلت الكثافة السكانية 276.9 نسمة لكل كيلومتر مربع (717.2/ميل2). وبلغ عدد الوحدات السكنية 3,007 وحدة بمتوسط كثافة قدره 133.1 لكل كيلومتر مربع (344.7/ميل2).
وتوزع التركيب العرقي للمدينة بنسبة 79.27% من البيض و5.29% من الأمريكيين الأفارقة و7.40% من الأمريكيين الأصليين و0.66% من الأمريكيين ذوي الأصول الآسيوية و0.06% من سكان جزر المحيط الهادئ و3.47% من الأعراق الأخرى و3.85% من عرقين مختلطين أو أكثر و7.53% من الهسبانيون أو اللاتينيون من أي عرق.
بلغ عدد الأسر 2,475 أسرة كانت نسبة 34.3% منها لديها أطفال تحت سن الثامنة عشر تعيش معهم، وبلغت نسبة الأزواج القاطنين مع بعضهم البعض 46.6% من أصل المجموع الكلي للأسر، ونسبة 14.1% من الأسر كان لديها معيلات من الإناث دون وجود شريك، بينما كانت نسبة 3.7% من الأسر لديها معيلون من الذكور دون وجود شريكة وكانت نسبة 35.7% من غير العائلات. تألفت نسبة 32% من أصل جميع الأسر من عدة أفراد يعيشون في نفس المنزل ونسبة 17.4% كانت تتألف من شخص يعيش بمفرده يبلغ من العمر 65 عاماً أو أكثر. وبلغ متوسط حجم الأسرة المعيشية 2.38، أما متوسط حجم العائلات فبلغ 3.00.
بلغ العمر الوسطي للسكان 37.5 عاماً. وكانت نسبة 24.4% من القاطنين تحت سن الثامنة عشر، وكانت نسبة 8.4% بين الثامنة عشر والرابعة والعشرين عاماً، ونسبة 24.6% كانت واقعةً في الفئة العمرية ما بين الخامسة والعشرين والرابعة والأربعين عاماً، ونسبة 19.7% كانت ما بين الخامسة والأربعين والرابعة والستين، ونسبة 16.9% كانت ضمن فئة الخامسة والستين عاماً فما فوق. يوجد لكل 100 أنثى 85.7 ذكر، ويوجد لكل 100 أنثى في الثامنة عشر من عمرها فما فوق 80.6 ذكر.
بلغ متوسط دخل الأسرة في المدينة 26,654 دولارًا، أما متوسط دخل العائلة فبلغ 32,348 دولارًا. وكان متوسط دخل الذكور 27,014 دولارًا مقابل 18,965 دولارًا للإناث. وسجل دخل الفرد الخاص بالمدينة 15,553 دولارًا. وكانت نسبة 12.9% من العائلات ونسبة 20.7% من السكان تحت خط الفقر، وكان من هؤلاء نسبة 23.9% تحت سن الثامنة عشر ونسبة 17.7% في الخامسة والستين من العمر وما فوق.

### تعداد عام 2010
بلغ عدد سكان بولس فالي 6,187 نسمة بحسب تعداد عام 2010، وبلغ عدد الأسر 2,534 أسرة وعدد العائلات 1,505 عائلة مقيمة في المدينة. في حين سجلت الكثافة السكانية 273.9 نسمة لكل كيلومتر مربع (709.4/ميل2). وبلغ عدد الوحدات السكنية 2,988 وحدة بمتوسط كثافة قدره 132.3 لكل كيلومتر مربع (342.7/ميل2).
وتوزع التركيب العرقي للمدينة بنسبة 72.98% من البيض و5.98% من الأمريكيين الأفارقة و6.71% من الأمريكيين الأصليين و0.89% من الأمريكيين ذوي الأصول الآسيوية و0.03% من سكان جزر المحيط الهادئ و6.29% من الأعراق الأخرى و7.13% من عرقين مختلطين أو أكثر و12.70% من الهسبانيون أو اللاتينيون من أي عرق.
بلغ عدد الأسر 2,534 أسرة كانت نسبة 31.8% منها لديها أطفال تحت سن الثامنة عشر تعيش معهم، وبلغت نسبة الأزواج القاطنين مع بعضهم البعض 38.9% من أصل المجموع الكلي للأسر، ونسبة 15.6% من الأسر كان لديها معيلات من الإناث دون وجود شريك، بينما كانت نسبة 4.9% من الأسر لديها معيلون من الذكور دون وجود شريكة وكانت نسبة 40.6% من غير العائلات. تألفت نسبة 34.3% من أصل جميع الأسر من عدة أفراد يعيشون في نفس المنزل ونسبة 15.4% كانت تتألف من شخص يعيش بمفرده يبلغ من العمر 65 عاماً أو أكثر. وبلغ متوسط حجم الأسرة المعيشية 2.36، أما متوسط حجم العائلات فبلغ 3.02.
بلغ العمر الوسطي للسكان 37.4 عاماً. وكانت نسبة 24.3% من القاطنين تحت سن الثامنة عشر، وكانت نسبة 9.3% بين الثامنة عشر والرابعة والعشرين عاماً، ونسبة 25.9% كانت واقعةً في الفئة العمرية ما بين الخامسة والعشرين والرابعة والأربعين عاماً، ونسبة 24.7% كانت ما بين الخامسة والأربعين والرابعة والستين، ونسبة 15.7% كانت ضمن فئة الخامسة والستين عاماً فما فوق. وتوزع التركيب الجنسي للسكان بنسبة 47.7% ذكور و52.3% إناث.

## أعلام
- جان شيبرد
- ريد فيليبس
- ألما ويلسون
- روجر إيسون
- دونا شيرلي

## وصلات خارجية
- http://www.paulsvalley.com
- The US50 - Cities and Towns in Oklahoma State